# Charles Spurgeon
Charles Haddon Spurgeon, angleški kalvinist in reformirani baptistični pridigar, pastor in pisatelj,  * 19. junij 1834, Kelvedon, Anglija, † 31. januar 1892, Menton, Francija.
Danes je zaradi svojega daru pridiganja poznan tudi kot »Princ pridigarjev«. Bil je ena osrednjih figur britanskega reformiranega baptističnega gibanja, zagovornik Londonske baptistične veroizpovedi 1689 in glasen nasprotnik liberalizma ter  pragmatizma v cerkvah svojega časa.  
Kar 38 let je služil kot pastor cerkve New Park Street Chapel v Londonu (kasneje imenovane The Metropolitan Tabernacle). Po številnih kontroverznostih znotraj Baptistične zveze Velike Britanije je zaradi svojih prepričanj iz denominacije izstopil.
V času službovanja v cerkvi Metropolitan Tabernacle je zgradil zavetišče za uboge in sirotišnico Stockwell. Svojo skupnost je spodbujal k dejavnemu služenju in delu z revnimi v viktorijanskem Londonu. Ustanovil je tudi Spurgeon's College, ki so ga posthumno poimenovali po njem.
Spurgeon je bil avtor številnih pridig, avtobiografije, bibličnih komentarjev, knjig o molitvi, knjig o pobožnostih, revij, poezij in cerkvenih himen. Njegove številne pridige so bile zapisane v živo med pridiganjem in so bile že za časa njegovega življenja prevedene v številne tuje jezike. Njegove govorniške sposobnosti naj bi poslušalce v Metropolitanskem tabernaklju očarale, mnogi kristjani pa njegove krščanske spise še danes izjemno visoko cenijo.